# 79912 Terrell
79912 Terrell è un asteroide della fascia principale. Scoperto nel 1999, presenta un'orbita caratterizzata da un semiasse maggiore pari a 2,6756778 UA e da un'eccentricità di 0,1603800, inclinata di 10,69251° rispetto all'eclittica.
L'asteroide è dedicato all'astronomo statunitense Dirk Terrell.